# Энгельдинка
Энгельдинка — исчезнувшая деревня в Барабинском районе Новосибирской области. Входило в состав Межозерного сельсовета. Исключена из учётных данных в 2009 г.

## География
Располагалась у озера Жилое.

## История
В 1926 году аул Энгельдинский состоял из 49 хозяйств. В составе Ново-Курупкаевского сельсовета Барабинского района Барабинского округа Сибирского края.

## Население
По переписи 1926 г. в ауле проживало 254 человека (140 мужчин и 114 женщин), основное население — барабинцы